# Міжнародні відносини Мальти
Впродовж кількох років здобуття незалежності (в 1964 році) Мальта провадила політику тісного співробітництва з Великою Британією й іншими країнами НАТО. Після перемоги лейбориської партії був закритий офіс НАТО на Мальті, а також припинилися походи 6-го флоту США до країни.
Після збільшення обсягу фінансових виплат від країн НАТО, британські війська залишились на Мальті до 1979 року. Після закінчення терміну перебування іноземного контингенту лейбористи почали акцію з приєднання до Руху Неприєднання.
Мальта є активним членом ООН, Ради Європи, ОБСЄ та інших міжнародних організацій.
Націоналістична партія (Partit Nazzjonalista), обрана у травні 1987 року, деякий час продовжувала проводити політику нейтралітету й неприєднання. Для розвитку торгівлі та інвестицій Мальта вийшла з Руху неприєднання і почала зближення з США та Європою. З 1992 року кораблі ВМС США почали регулярно виконувати візити на Мальту.
1 травня 2004 року Мальта стала членом ЄС.

## Посольства
| - Австралія - Австрія - Бельгія - КНР - Данія - Єгипет - Франція - Німеччина - Греція - Індія - Ірландія | - Ізраїль - Італія - Лівія - Нідерланди - Палестина - Португалія - Росія - Іспанія - Туніс - Велика Британія - США |